# João Rodrigues Pimentel
D. Frei João Rodrigues Pimentel (- a. 18 de Abril de 1335) foi um nobre e militar português.

## Biografia
Filho de Rui Vasques Pimentel (- a. 1318), Cavaleiro Fidalgo, e de sua mulher Teresa Rodrigues Bugalho (- d. 1318), que consta como Tereza Rodrigues, mulher que foi de Rui Vasques, nas partilhas de 1318 dos bens de Vasco Martins Pimentel, e neto paterno de D. Vasco Martins Pimentel e de sua mulher Maria Gonçalves de Portocarrero.
Referido nas partilhas do avô paterno de 1318 como João Rodrigues Pimentel, foi Cavaleiro Fidalgo de D. Afonso IV de Portugal, com quem se achou na Batalha do Salado a 30 de Outubro de 1340, e, depois de viúvo, foi 11.º Mestre da Ordem de São Bento de Avis.
Casou com Estevainha Gonçalves Pereira (- d. 4 de Maio de 1337), que instituiu o Morgado de Torres Novas por Testamento de 4 de Maio de 1337, de que fez cabeça a Capela da Santíssima Trindade que instituira com seu marido João Rodrigues Pimentel e sogra na Igreja de São Pedro da dita vila. Chamou para Administrador a seu filho Gonçalo Anes e, na falta, a sua filha Leonor Rodrigues e, na falta desta, a outra filha Maria Rodrigues, já viúva de Vasco Anes de Soalhães (c. 1280 -), legitimado por Carta Real de D. Dinis I de Portugal de 28.1.1308, na qual lhe chama Vasco Anes, seu vassalo, filho de D. João, Bispo de Lisboa, 2.º Senhor do Morgado de Soalhães, do qual foi segunda mulher sem geração, filha de D. Gonçalo Peres Pereira e de sua segunda mulher Inês Lourenço Carnes-Más, da qual teve um filho: 
- Gonçalo Nunes Pimentel (c. 1310 - d. 1372)